# Thomas Denis Daly
Thomas Denis Daly, britanski general, * 1890, † 1956.